# Casa inginerului Serbov
Casa inginerului Serbov este un monument istoric și de arhitectură de însemnătate națională din orașul Chișinău.

## Istorie
Prima atestare documentară a acestui lot de pământ, înscris pe atunci la adresa str. Reni, 50, datează de la 18 iunie 1838, când comisia de construcții a confirmat planul și fațada casei secretarului de colegiu Ivan Horjevsky. Casa, de piatră și cu acoperiș de țiglă, a fost vândută lui Iacob Organov în 1854. În 1870 a fost vândută din nou, Luizei Mișenko, soție de consilier de curte. Imediat a fost demolată vechea construcție și ridicată, pe același loc, o casă atestată printr-o adeverință eliberată de arhitectul orașului Alexandru Bernardazzi – considerat a fi însuși arhitectul casei – la 11 ianuarie 1873.
Clădirea găzduiește Muzeul Pedagogic din Chișinău, fondat în 1974.

## Arhitectură

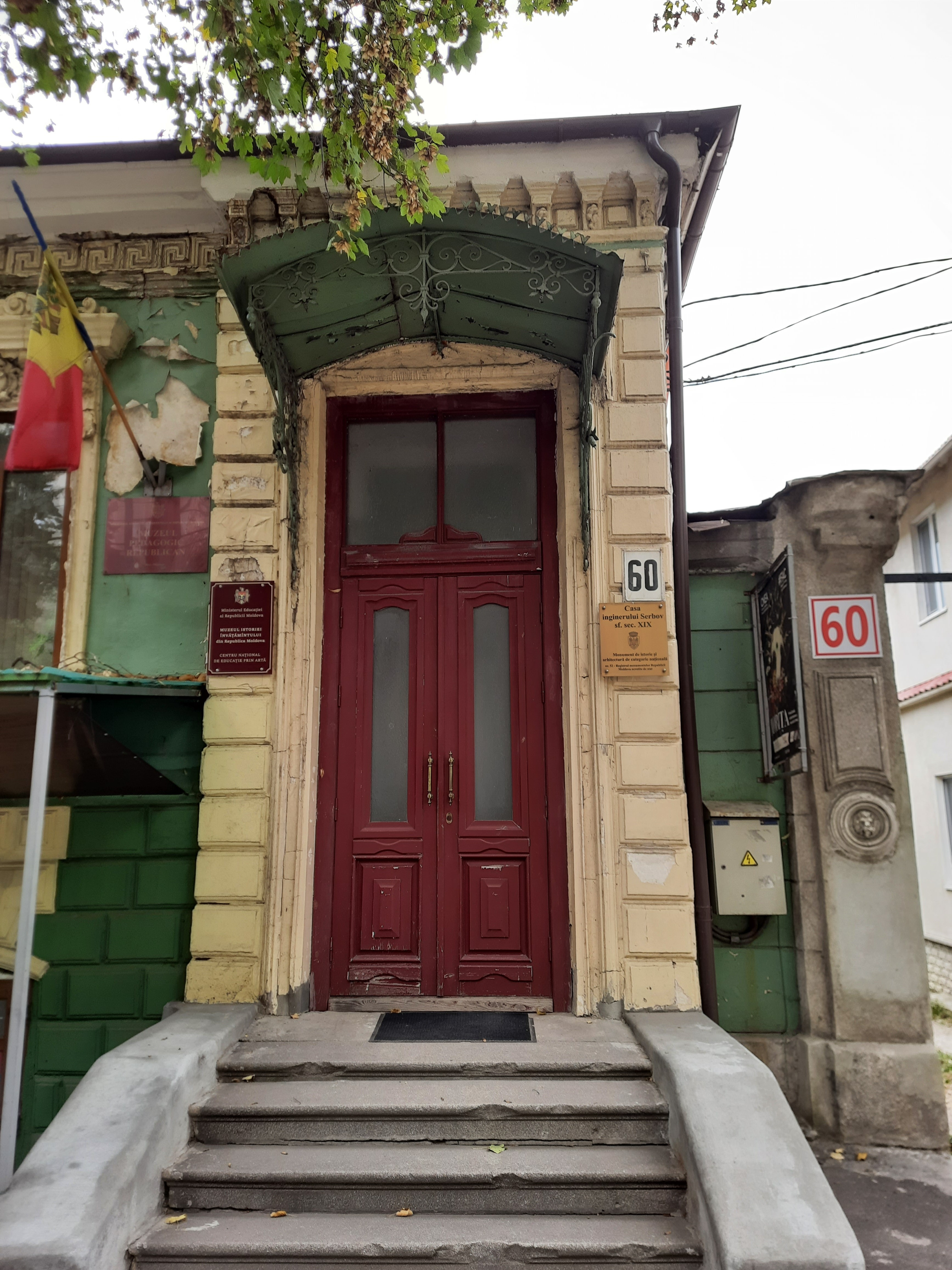
Intrarea în clădire

Clădirea este construită pe un plan unghiular, pe un demisol înalt, cu o aripă orientată în adâncul cartierului și fațada principală aliniată străzii. Spațiul interior este împărțit în două părți egale de un perete longitudinal. În total sunt 5 camere și o bucătărie. Fațada principală are o compoziție asimetrică, alcătuită din șapte axe, șase de goluri de ferestre și una de intrare, amplasată lateral, care conduce în holul casei. Odăile sunt decorate plastic cu: un cămin și sobe din cahle de faianță, decorate în spirit baroc; stucaturi la marginea plafonului din salonul casei. Detaliile arhitectonice ale fațadei principale sunt în stil eclectic cu reminiscențe baroce: ancadramente la ferestre cu includerea cornișelor, susținute de console din piatră, și a plitelor de pervaz, toate dotate cu panouri decorative. Pereții sunt încoronați deasupra cu o cornișă cu modilioane, mai expresivi la rezalitul intrării.
În aripa alungită se află o intrare secundară. Fațadele orientate spre interiorul curții erau dotate cu o galerie unghiulară cu geamuri.
Proprietatea imobiliară conține încă o clădire, amplasată în adâncul cartierului. Aceasta are două etaje și a fost construită la începutul secolului al XX-lea în zidărie aparentă din piatră fățuită. Fațada principală a sa este tratată ca o casă de locuit.